# Hobbs Peak
Der Hobbs Peak ist ein 1510 m hoher und markanter Berg im ostantarktischen Viktorialand. Er ragt an der Wasserscheide zwischen dem Hobbs-Gletscher und dem Blue Glacier in den Denton Hills auf.
Teilnehmer einer von 1960 bis 1961 durchgeführten Kampagne der Victoria University’s Antarctic Expeditions bestiegen ihn. Sie benannten ihn in Anlehnung an die Benennung des gleichnamigen Gletschers nach dem US-amerikanischen Glaziologen William Herbert Hobbs (1864–1953).